# Jonathan Richter
Jonathan Richter (* 16. Januar 1985) ist ein ehemaliger dänischer Fußballspieler auf der Position eines Mittelfeldspielers. Er spielte von 2005 bis 2009 für den FC Nordsjælland in der dänischen Superliga. Am 20. Juli 2009 wurde er während einer Trainingseinheit von einem Blitz getroffen. Infolgedessen musste Ende August 2009 sein linker Unterschenkel amputiert werden, was sein Karriereende bedeutete.

## Karriere

### Jugendkarriere
Richter begann seine aktive Karriere als Fußballspieler im Nachwuchsbereich des Rosenhøj BK im Kopenhagener Vorort Hvidovre. Kurz nach seiner Station in Hvidovre wechselte der junge Mittelfeldspieler in die Jugendabteilung des BK Frem København, wo er verschiedene Jugendspielklassen durchlief. Nachdem der Verein aufgrund eines Konkurses im Jahre 1993 finanziell sehr geschwächt war, folgte ein Wechsel Richters in den Nachwuchs eines der erfolgreichsten dänischen Fußballvereine, dem Brøndby IF. Nach einigen Jahren an der dänischen Küste unweit der Hauptstadt Kopenhagen zog es den gelernten Mittelfeldakteur zu seiner letzten Jugendstation, dem FC Nordsjælland, der erst im Jahre 1991 in seiner jetzigen Form gegründet wurde.
Beim Verein mit der ungewöhnlichen Vereinsstruktur (der Verein schließt sich aus den ersten Mannschaften verschiedener kleinerer Vereine aus der Region zusammen und ist darauf bedacht, noch mehr Vereine an diesem Projekt zu beteiligen) spielte er bis 2005 im Nachwuchs und kam erst als 20-Jähriger in der Profimannschaft des Klubs zum Einsatz.

### Die Zeit beim FC Nordsjælland
Zu seinem Profidebüt kam Richter am 16. Oktober 2005, bei einem 0:0-Auswärtsremis gegen den AC Horsens, als er in der 86. Spielminute für Stephan Petersen eingewechselt wurde. Seinen ersten Profiligatreffer erzielte Richter am 14. Mai 2006 in der letzten Runde der Saison ebenfalls in einem Spiel gegen den AC Horsens. Beim Heimerfolg seines Teams steuerte er in der 90. Minute den Treffer zum 3:0-Endstand bei. Nach einem neunten Platz in der Saison 2005/06 kam der 1,78 m große Mittelfeldspieler in der Spielzeit 2006/07 vermehrt zum Einsatz und brachte es bei 16 absolvierten Ligapartien auf eine Anzahl von drei Treffern. Mit der Mannschaft erreichte er in der Endtabelle den fünften Rang. Ähnlich erfolgreich, wenn auch bei weniger Einsätzen, war die Folgesaison 2007/08, während der Richter in 13 Meisterschaftspartien einmal traf. Obgleich er mit seiner Mannschaft in der Endtabelle nur den neunten Tabellenrang erreichte, durfte das Team zusammen mit dem Achtplatzierten Brøndby IF an der Qualifikation zum UEFA-Cup 2008/09 teilnehmen. Anzumerken ist, dass Richter im gesamten Jahr 2007 zu keinem einzigen Ligaeinsatz für Nordsjælland kam; nicht in der Frühjahrssaison 2006/07 und auch nicht in der Herbstmeisterschaft 2007/08.
Mit Nordsjælland qualifizierte er sich nach Erfolgen gegen den FC TVMK Tallinn (Estland) und Queen of the South (Schottland) für die erste Runde des UEFA-Cups 2008/09, in der das Team deutlich am griechischen Vertreter Olympiakos Piräus scheiterte. Im Ligageschehen der Saison 2008/09 schaffte Jonathan Richter den langerhofften Durchbruch, als er in 26 Spielen zum Einsatz kam und dabei vier Tore erzielte. Am Ende der Spielzeit erreichte der FC Nordsjælland den achten Tabellenplatz. In der Folgesaison 2009/10 kam er nur noch zu einem kurzminütigen Meisterschaftseinsatz am 18. Juli 2009.

### Blitzschlag und Leben danach
Tragisches ereignete sich am 20. Juli 2009, als sich Richter mit seiner Mannschaft bei einer Trainingseinheit im Hvidovre Stadion befand. Während eines Aufwärmspiels schlug ein Blitz in Richters Körper ein, der ihn zu Boden warf und einen Herzstillstand verursachte. Nachdem er wieder reanimiert worden war, wurde er ins Hvidovre Hospital gebracht. Da sich sein Gesundheitszustand in den folgenden Tagen und Wochen nicht sonderlich verbesserte, beschlossen die Ärzte, ihm den Unterschenkel des linken Beines, das beim Blitzschlag in Mitleidenschaft gezogen worden war, zu amputieren. Nach der Amputation besserte sich der gesundheitliche Zustand Richters drastisch. Seine Karriere als aktiver Fußballspieler ist seitdem als beendet anzusehen, obwohl Jonathan Richter selbst nie ein offizielles Karriereende aussprach. Der FC Nordsjælland vergibt seine Trikotnummer (26) ihm zu Ehren seit 2009 nicht mehr.

## Privates
Richters Zwillingsbruder Simon spielt ebenfalls beim FC Nordsjælland als Profi. Er wird als Verteidiger eingesetzt.